# 예르펠라시

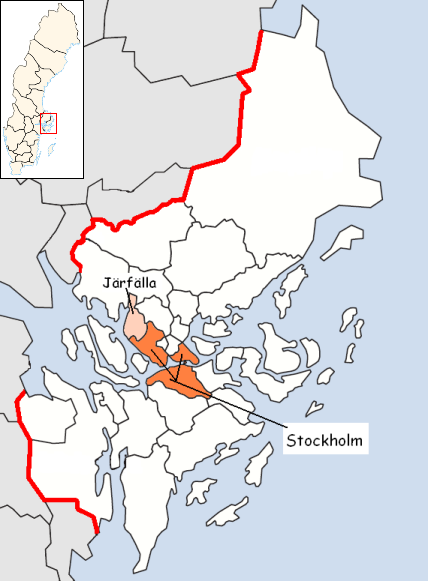
예르펠라 시의 위치

예르펠라시(스웨덴어: Järfälla kommun)는 스웨덴 스톡홀름주에 위치한 지방 자치체로 행정 중심지는 야콥스베리이며 면적은 63.02km2, 인구는 74,412명(2016년 12월 31일 기준), 인구 밀도는 1,200명/km2이다.

시 문장